# أحمد الشهري (لاعب كرة قدم مواليد 1993)
أحمد الشهري لاعب كرة قدم سعودي، لعب سابقاً في نادي الاتفاق.

## روابط خارجية
- أحمد الشهري على موقع قاعدة بيانات كرة القدم.إي يو (الإنجليزية)
- أحمد الشهري على موقع Soccerway.com (الإنجليزية)